# كينتارو ماتسوموتو
كينتارو ماتسوموتو (باليابانية: 松本 健太郎) (مواليد 14 مارس 1996) هو لاعب كرة قدم ياباني.

## وصلات خارجية
- كينتارو ماتسوموتو على موقع رابطة كرة القدم اليابانية للمحترفين (اليابانية)
- كينتارو ماتسوموتو على موقع قاعدة بيانات كرة القدم.إي يو (الإنجليزية)
- كينتارو ماتسوموتو على موقع Soccerway.com (الإنجليزية)
- كينتارو ماتسوموتو على موقع عالم كرة القدم.نت (الإنجليزية)